# Bloomfield Corner
Bloomfield Corner est une communauté dans le comté de Prince de l'Île-du-Prince-Édouard.